# Ramal ferroviario Bahía Blanca-Darregueira
El Ramal Bahía Blanca - Darregueira pertenece al Ferrocarril General Roca, Argentina.

## Ubicación
Se halla en la provincia de Buenos Aires, en los partidos de Bahía Blanca, Tornquist y Puan.
Tiene una extensión de 159 km entre la ciudad de Darregueira y la ciudad de Bahía Blanca.

## Servicios
No presta servicios de pasajeros. Sus vías están concesionados a la empresa FerroExpreso Pampeano S.A. para transporte de cargas.
Forma parte de la Red Primaria Interregional del Ferrocarril General Roca.

## Historia
Fue construido a fines del siglo XIX por la empresa de Ferrocarril Bahía Blanca al Noroeste. En 1904 se fusiona con el Ferrocarril Buenos Aires al Pacífico. En 1925 el Ferrocarril del Sud se hizo cargo de esta empresa. Durante las nacionalizaciones de 1948 pasó a formar parte del Ferrocarril General Roca.

## Imágenes

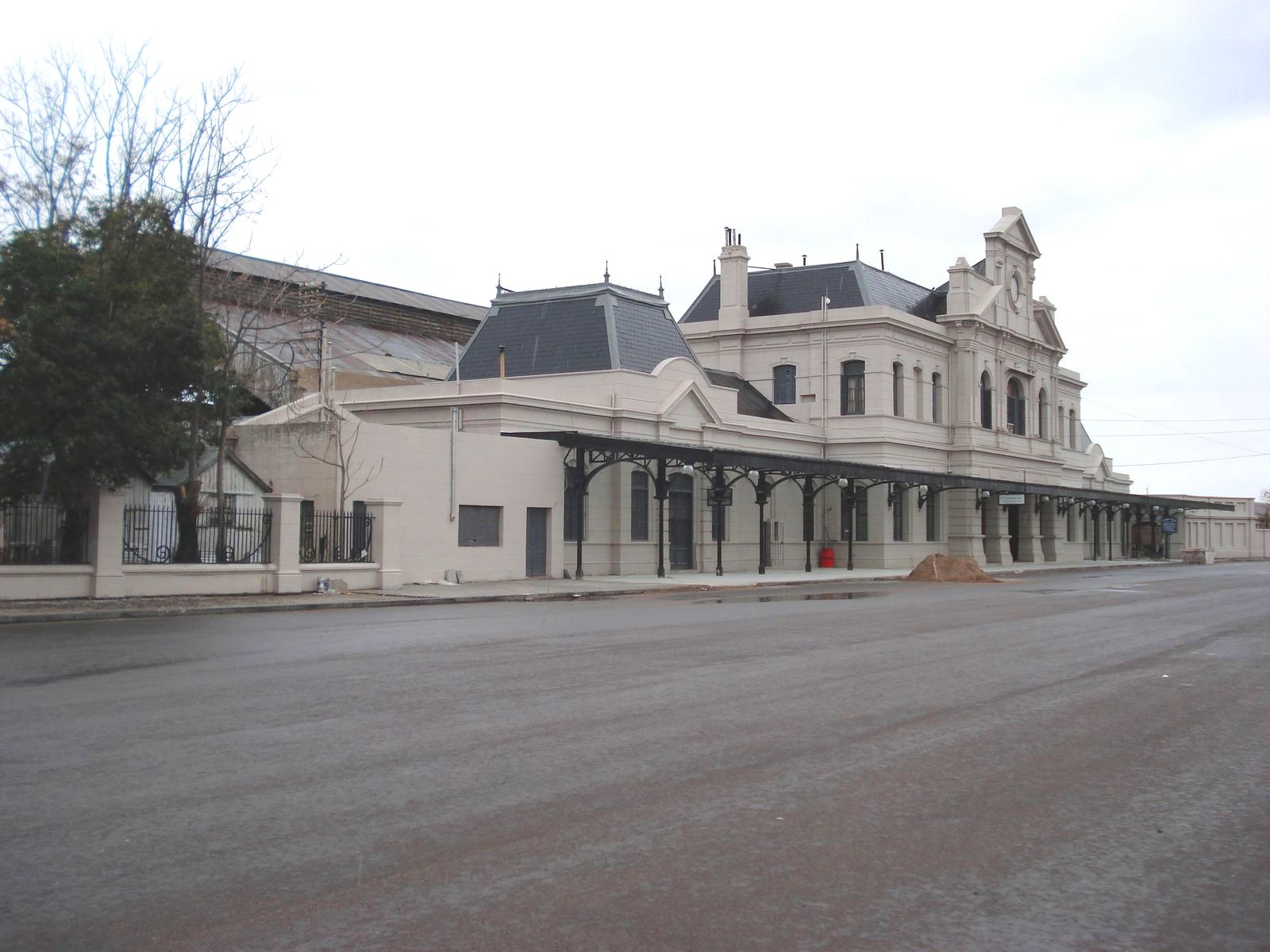
Estación Bahía Blanca I
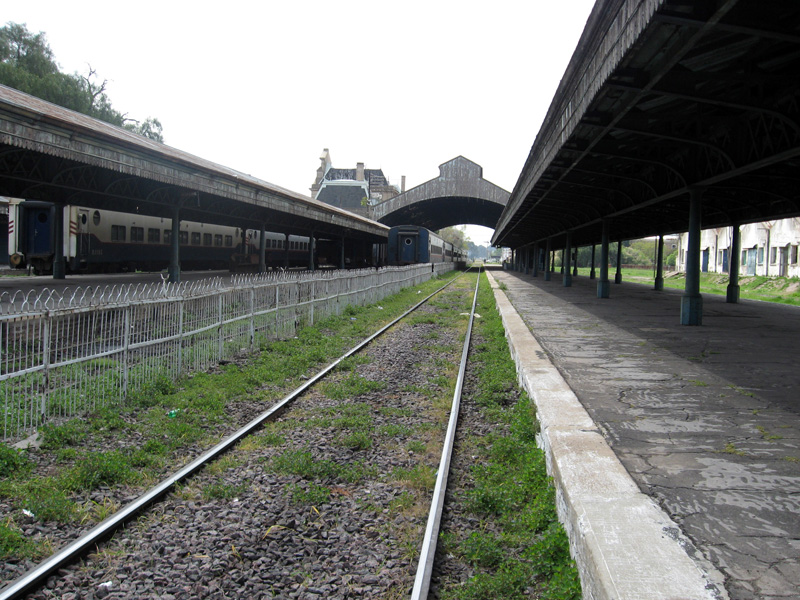
Andenes de la Estación Bahía Blanca
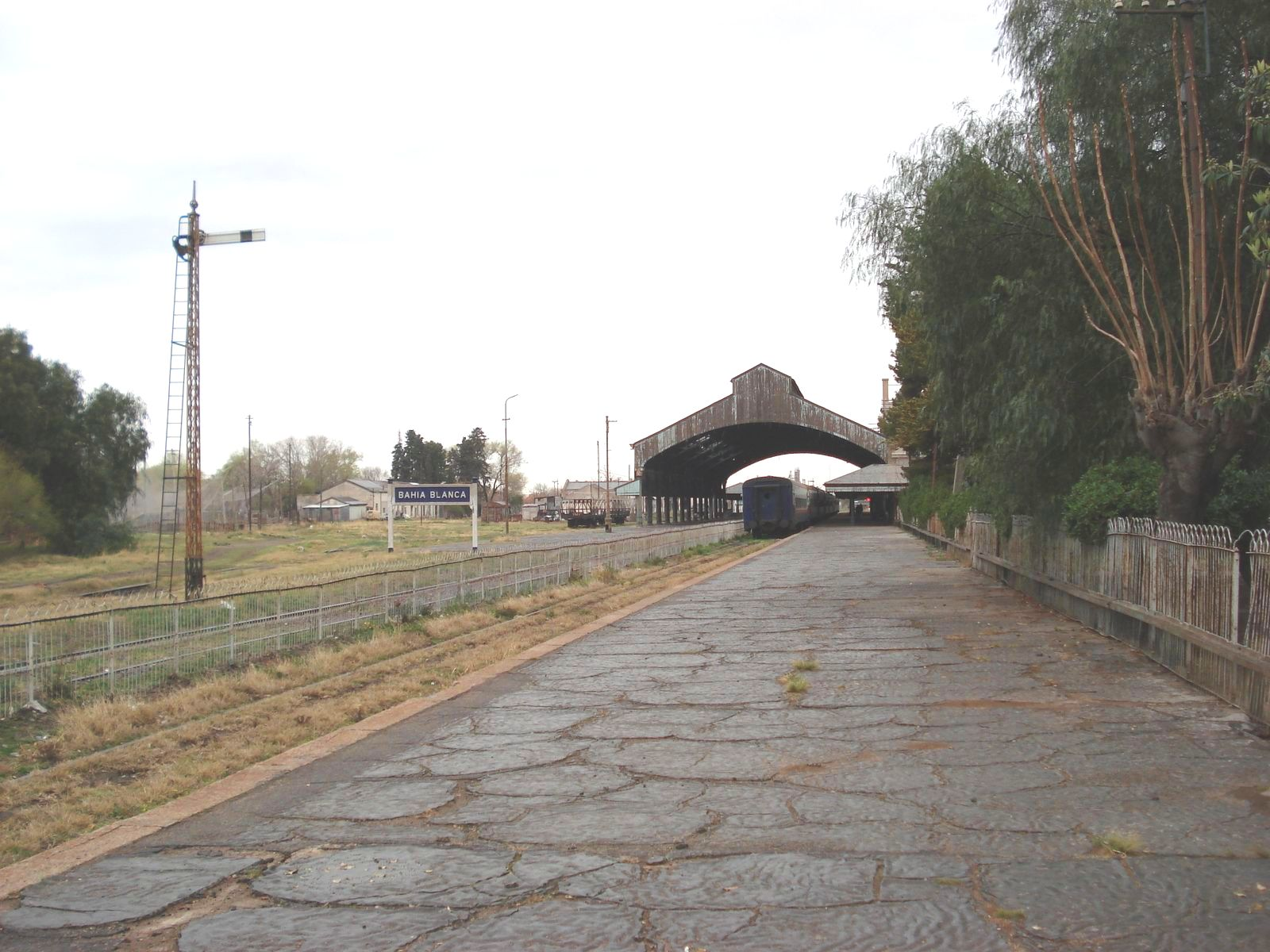
Estación Bahía Blanca II